# Créature légendaire
« Animal fantastique » redirige ici. Pour les autres significations, voir Les Animaux fantastiques.

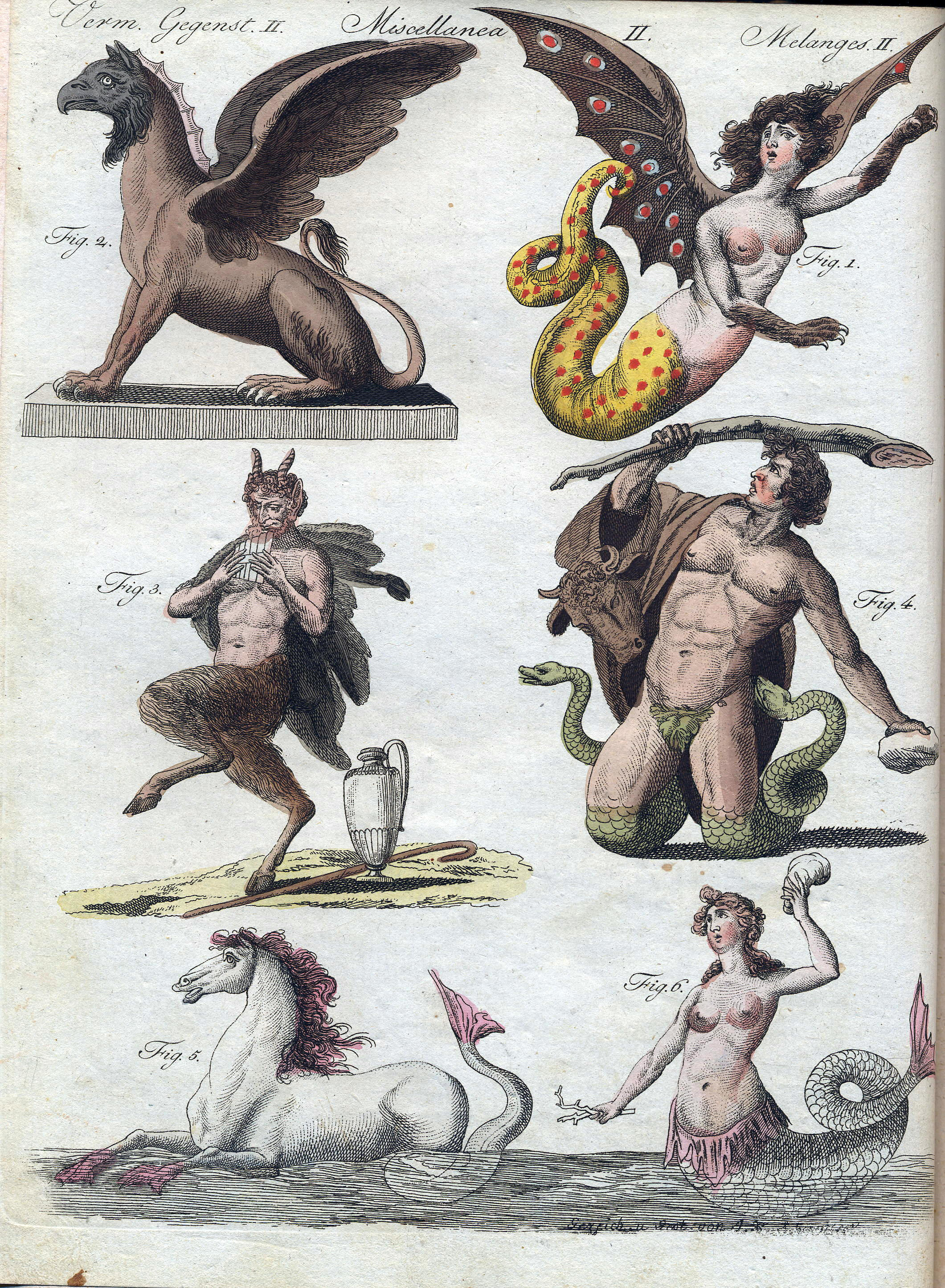
Plusieurs créatures légendaires, illustration du Bilderbuch für Kinder (livre d'images pour enfants) de Friedrich Justin Bertuch (1806).

Une créature légendaire est, dans le domaine des mythologies, des légendes et des folklores, une créature qui a été l'objet de croyances mais dont rien n'a prouvé l'existence. Les créatures légendaires sont mentionnées de tout temps et dans toutes les régions du monde, oralement ou par écrit.

## Présentation
Par définition, une créature légendaire n'existe que dans les légendes, les mythes et les récits imaginaires et qui a acquis une certaine notoriété dans la mémoire collective (exemple du Minotaure ou de l'Hydre de Lerne dans la mythologie grecque, du  Baku, dans les mythologies chinoise et japonaise).

## Historique

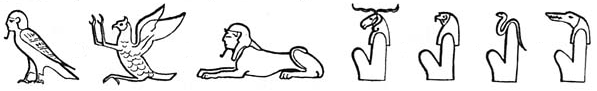
Hiéroglyphes représentant des créatures légendaires et des divinités.

On retrouve des créatures humanoïdes, animales voir mêlant les deux attributs dans des récits et de représentations issues de nombreuses mythologies du monde entier. Parmi les plus anciennes représentations connues, on retrouve notamment la figure pariétale du Chamane des Trois-Frères datant du paléolithique, ou des hiéroglyphes de l’Égypte antique.
La figure du dieu, puis du héros, luttant contre des créatures monstrueuses est au cœur de la théorie du Chaoskampf (en) qu'on retrouve dans de nombreuses cultures indo-européennes: mythologies grecque ou perse par exemple, et plus tard les religions abrahamiques notamment.
Ces créatures mythologiques sont des sources culturelles important pour nourrir l’imaginaire de nombreux artistes, notamment dans les romans et nouvelles, le cinéma, les séries télévisées et les jeux vidéo.

## Créatures légendaires par culture

### Bestiaires européens
Durant le Moyen Âge, l'émergence des bestiaires (influencés notamment par le Physiologus et certains textes de l'antiquité) mènent à la popularisation de nombreuses créatures issues de légendes antiques (comme le griffon) ou de descriptions farfelues d'animaux réels.